# Куустеська сільська рада
Ку́устеська сільська рада (ест. Kuuste külanõukogu, рос. Куустеский сельский совет) — сільська рада в Естонській РСР, адміністративно-територіальна одиниця в складі повіту Тартумаа (1945—1950) та Тартуського району (1950—1954).

## Населені пункти
Сільській раді підпорядковувалися села: Тиирасте (Tõõraste), Іґназе (Ignase), Куусте (Kuuste), Лаллі (Lalli), Ребазе (Rebase), Кюті (Küti), Сіпе (Sipe), Кирккюла (Kõrkküla).

## Історія
13 вересня 1945 року на території волості Куусте в Тартуському повіті утворена Куустеська сільська рада з центром у селі Кюті. Головою сільської ради обрана Лінда Сульп (Linda Sulp), секретарем — Агнес Соонвальд (Agnes Soonvald).
26 вересня 1950 року, після скасування в Естонській РСР повітового та волосного поділу, сільська рада ввійшла до складу новоутвореного Тартуського сільського району.
20 березня 1954 року відбулася зміна кордонів між районами Естонської РСР, зокрема з Куустеської сільради виключений і переданий до Каммеріської сільської ради Елваського району колгосп «Октообрі Вийт» («Перемога Жовтня», «Oktoobri Võit») із земельною площею 517 га.
17 червня 1954 року в процесі укрупнення сільських рад Естонської РСР Куустеська сільська рада ліквідована. Її територія склала південно-західну частину Гааславаської сільської ради.